# Clinopodes trebevicensis
Clinopodes trebevicensis är en mångfotingart som först beskrevs av Karl Wilhelm Verhoeff 1898.  Clinopodes trebevicensis ingår i släktet Clinopodes och familjen storjordkrypare. Inga underarter finns listade i Catalogue of Life.